# Kungyangon
Kungyangon är en kommun i Myanmar.   Den ligger i regionen Yangonregionen, i den södra delen av landet, 400 km söder om huvudstaden Naypyidaw. Antalet invånare är 114 150.